# Singarayakonda
Singarayakonda è una suddivisione dell'India, classificata come census town, di 16.675 abitanti, situata nel distretto di Prakasam, nello stato federato dell'Andhra Pradesh. In base al numero di abitanti la città rientra nella classe IV (da 10.000 a 19.999 persone).

## Geografia fisica
La città è situata a 15° 15' 0 N e 80° 1' 60 E e ha un'altitudine di 14 m s.l.m..

## Società

### Evoluzione demografica
Al censimento del 2001 la popolazione di Singarayakonda assommava a 16.675 persone, delle quali 8.065 maschi e 8.610 femmine. I bambini di età inferiore o uguale ai sei anni assommavano a 1.766, dei quali 876 maschi e 890 femmine. Infine, coloro che erano in grado di saper almeno leggere e scrivere erano 11.026, dei quali 5.896 maschi e 5.130 femmine.